# 激進側翼效應
激進側翼效應（Radical flank effect）指社會運動中，激進派給持同一目標的溫和派所造成的或積極或消極的影響，如認為激進派的存在會使公眾給予持同一目標的溫和派更多支持。美國社會學家萊利·頓拉普（Riley Dunlap）認為，這一概念在研究社會運動的學者中享有廣泛的可信度。

## 歷史
「激進側翼」這一概念係於1975年首次提出。喬·弗里曼在《女性解放的政治》（The Politics of Women's Liberation）中，:28用「激進側翼」指稱女性解放運動中更具革命性的一類團體。「在這些（激進）社團的映襯下，女權主義的其他組織與個人倍顯得體可敬。」:236
「激進側翼效應」則是由赫伯特·H·海恩斯（Herbert H. Haines）創設。1984年，海恩斯發現，美國黑人運動激進派興起後，溫和的黑人運動組織所受資助不降反升。
 在其1988年出版的《黑人激進派與民權運動主流：1954-1970》一書中，海恩斯質疑了當時的主流觀點：「對抗性強的激進黑人活動家造成了『白人的反衝（white backlash）』，使更溫和的民權運動亦受到針對，陷入不利。」:2 海恩斯反而論稱「激進派所造成的混亂對黑人運動的進步而言，是必不可少的」，其為主流民權運動社團提供了幫助:2
海恩斯將溫和派在外部收入上的增加與在立法上取得的勝利作為研究的因變量，以此計量激進側翼效應的積極影響。儘管因南方基督教領袖會議與種族平等會議等組織拒絕透露完整的財政記錄，海恩斯研究中近半的溫和派收入數據缺失或係估算而成， 但其數據運用與道格・麥克亞當之資源動員研究相比，仍堪全面廣泛。在部分溫和派（如全國有色人種協進會）收入數據上，海恩斯的數據甚為詳盡。

## 影響

### 積極影響
- 激進派通過移動話語邊界（見奧弗頓之窗），讓溫和派更顯合理可為。例如20世紀六、七十年代，在女權運動激進派興起的背景下，改良派女性團體顯得溫和折衷。[7]:4氣候議題上，埃克森美孚曾拒絕承認氣候變化，而當時的英國石油公司則於1997年承認了人類所致氣候變化的存在及其問題。英國石油公司的立場在埃克森美孚的激進姿態下倍顯溫和。[10]:65
- 激進派或可製造危機，而政府則通過向溫和派做出讓步進行解決，例如接納工會，以暫且打發欲對生產體系實行更大控制的激進工人。[7]:4 當雨林行動網絡（英语：Rainforest Action Network）以抗議示威威脅史泰博，要求其售賣更多回收紙張時，史泰博則向較為溫和的環境防衛基金（英语：Environment Defense Fund）尋求幫助。[10]:64
- 武裝的激進側翼通常為溫和的非暴力活動家提供保護，使其免於鎮壓，繼而反過來為非暴力抵抗的存續提供了可能。[11] 1964年，防衛與正義執事會（英语：Deacons for Defense and Justice）負責和平派種族平等會議（英语：Congress of Racial Equality）路易斯安那州支部的防衛工作，此後則保護了马丁·路德·金，並護衛了「向恐懼進軍（英语：March Against Fear）」運動中的其他示威遊行。[12][13]

### 消極影響
- 激進派可能敗壞某一社會運動的名聲。[7]:3
- 激進派可能會使溫和派同第三方的合作更加困難。[7]:3